# Мэрилендское вино
Вино Мэриленда — вино, произведённое в штате Мэриленд в США. С тех пор, как в 1945 году в Мэриленде была открыта первая винодельня Boordy Vineyards, эта отрасль быстро развивалась. Согласно оценкам, эта отрасль ежегодно вносит 50 миллионов долларов в экономику штата.

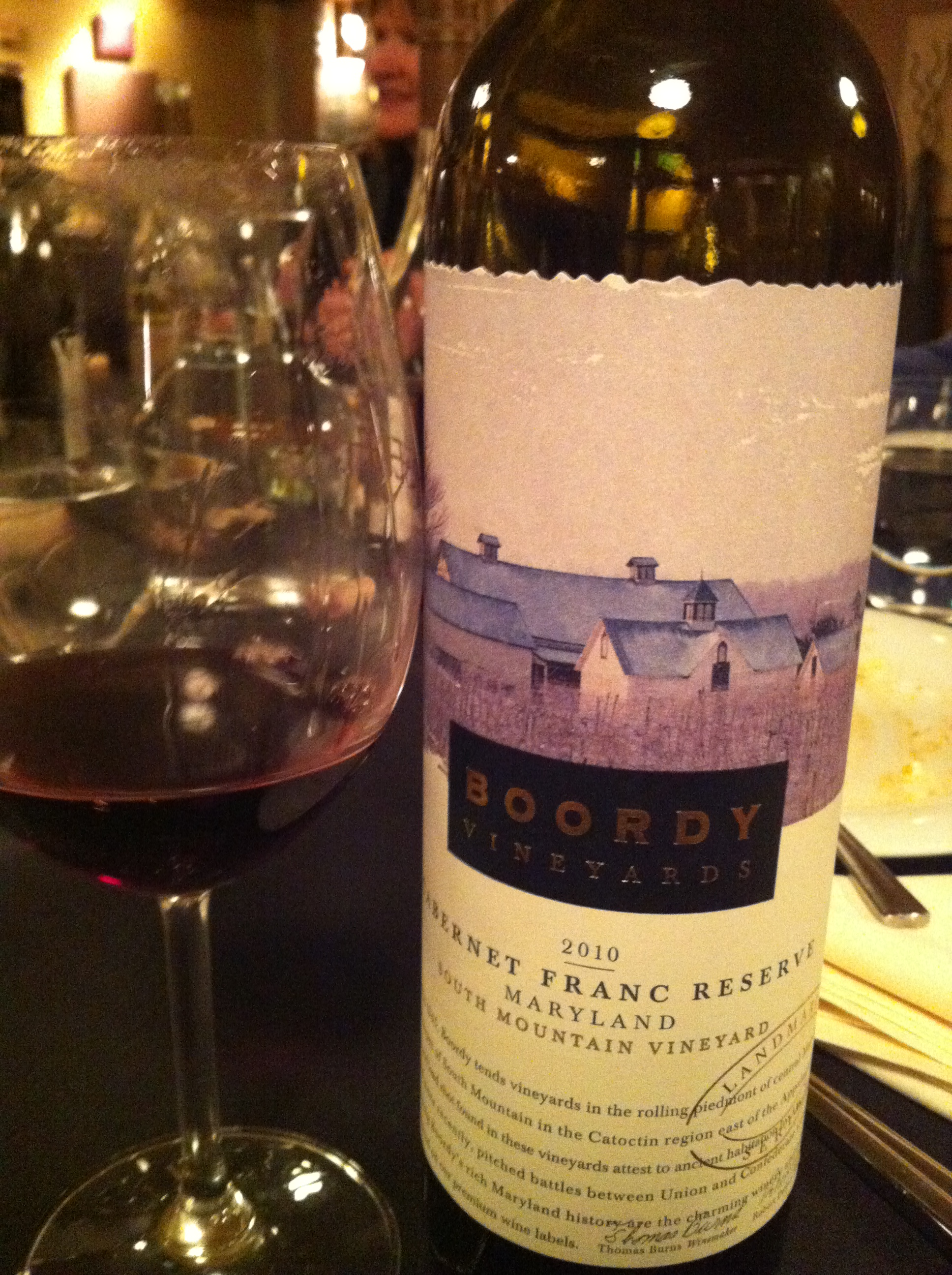
Каберне Фран из виноградников Бурди

## История
История виноградарства в штате начинается в 1648 году с первого зарегистрированного случая виноделия. Четырнадцать лет спустя, первые европейские виноградные лозы, посаженные в Мэриленде, были высажены на 80,9 га на восточном берегу реки Сент-Мэрис. Только в 1930-х годах Филип Вагнер, обозреватель Baltimore Sun, опубликовал книгу «American Wines and How to Make Them» (Американские вина и как их делать). Позже книга была переработана в книгу «Grapes Into Wine (Виноград в вине) и стала основным источником по виноделию в Америке.
1980-е годы стали решающим десятилетием для отрасли. В 1981 году была создана Ассоциация виноградарей Мэриленда (Maryland Grape Growers Association), а в 1984 году — Ассоциация виноделен Мэриленда (Maryland Wineries Association). В том же году впервые состоялся фестиваль вина и был сформирован Консультативный совет виноделен и виноградарей Мэриленда.
В 2000 году законодательное собрание  Мэриленд приняло законопроект 414 Палаты представителей штата Мэриленд, позволяющий винодельням региона продавать вино по бокалам на винодельне и вывозить продукцию на территорию лицензированных предприятий розничной торговли для рекламных мероприятий. Рекордная толпа из более чем 25 000 человек посетила Maryland Wine Festival, а винодельни продали рекордное количество вина - 86 954 галлона (329 157 литров).
В последующие годы виноградарство пережило множество изменений и добилось всё большего успеха. Таким «толчком» стала первая в истории крупная совместная маркетинговая кампания Ассоциации виноделен Мэриленда (Maryland Wineries Association's) «Спросите о вине Мэриленда» («Ask For Maryland Wine»).

## Винные регионы

### Piedmont Plateau
Большинство виноградников штата расположены в центральной части Мэриленда, от предгорья к западу от Фредерика, штат Мэриленд, до вершины Чесапикского залива. Самые старые винодельни штата расположены на Пьемонтском плато, а также на винных тропах Фредерика и Мейсона-Диксона. Вокруг Вестминстера и к северу от Балтимора расположены кластеры виноделен. В округах Харфорд, Балтимор, Кэрролл, Говард, Монтгомери и Фредерик выращиваются такие сорта винограда, как Каберне Совиньон, Мерло, Каберне Фран, Шардоне и Пино Гри.

### Eastern Shore (Восточное побережье)
Восточное побережье славится своими тёплыми днями и прохладными ночами. Почва здесь песчаная и хорошо дренированная, а климат смягчается за счёт Чесапикского залива. На верхнем побережье (округа Сесил, Кент и Квин Энн), среднем побережье (округа Тальбот, Дорчестер и Кэролайн) и нижнем побережье (округа Сомерсет, Вустер и Уикомико) выращивается множество сортов винограда.

### Southern plain
Южный Мэриленд остаётся жарким днём и ночью в течение большей части лета. Это может быть не очень хорошо для некоторых сортов, но многие южно-итальянские и другие средиземноморские сорта произрастают именно в этом регионе. Состоящем из округов Энн Эрандел, Принс Джорджес, Калверт, Чарльз и Сент-Мэрис, выращиваются такие сорта, как Барбера, Санджовезе, Монтепульчано, Шардоне, Видаль, Блауфранкиш, Симфония и другие.

### Western mountain
В западной части штата Мэриленд расположены несколько виноградников и две винодельни. Виноград в этом регионе должен быть более устойчивым к холоду и способен выдерживать долгие зимы и короткий вегетационный период. В регионе произрастают такие сорта, как Каберне Совиньон, Каберне Фран, Пти Вердо, Шардоне, Нортон/Синтиана, Шамбурсин, Видаль и Сейваль. Регион включает округа Вашингтон, Аллегейни и Гарретт.

## Maryland Wine Festival
Фестиваль вина в Мэриленде  — ежегодное мероприятие, посвящённое винам Мэриленда, который проводится в третий уик-энд(выходной) сентября. Фестиваль был создан в 1984 году в Юнион Миллс, и с 1985 года проводится в Музее фермы округа Кэрролл в Вестминстере. Это один из старейших и крупнейших винных фестивалей на Восточном побережье, ежегодно принимающий более 25 000 человек и предлагающий более 200 вин для дегустации.